# Himizu (film)
Pour plus de détails, voir Fiche technique et Distribution.
Himizu (ヒミズ, litt. « Taupe ») est un film japonais sorti en 2011 et réalisé par Sion Sono. Il s'agit d'une adaptation du manga homonyme de Minoru Furuya.

## Synopsis
Yuichi Sumida, jeune japonais, voit sa vie bouleversée par le tremblement de terre, suivi du tsunami, de 2011. Issu d'une famille plus que défaillante, il tente de trouver un équilibre de vie avec la petite communauté d'amis qu'il s'est formé depuis la catastrophe. Il fait bientôt la rencontre de Keiko, une jeune femme bien décidée à le suivre contre vents et marées et à redynamiser l'entreprise familiale.

## Fiche technique
- Titre : Himizu
- Titre original : ヒミズ (Himizu?)
- Réalisation : Sion Sono
- Scénario : Sion Sono, adapté du manga de Minoru Furuya
- Photographie : Sōhei Tanikawa
- Musique : Tomohide Harada (ja)
- Montage : Jun'ichi Itō
- Direction artistique : Takashi Matsuzuka
- Producteurs : Haruo Umekawa et Masashi Yamazaki
- Société de production
- Pays d'origine :  Japon
- Langue originale : japonais
- Format : couleur - 1,85:1
- Genre : Drame
- Durée : 129 minutes[3]
- Dates de sortie :
  - Italie : 5 septembre 2011 (Mostra de Venise[4])
  - Japon : 14 janvier 2012[3]
  - France : 11 mars 2012 (festival du film asiatique de Deauville[5])

## Distribution
- Shōta Sometani : Yuichi Sumida
- Fumi Nikaidō : Keiko Chazawa
- Megumi Kagurazaka : Keiko Tamura
- Asuka Kurosawa : la mère de Keiko
- Denden : Kaneko
- Mitsuru Fukikoshi : Keita Tamura
- Tetsu Watanabe : Yoruno
- Makiko Watanabe : la mère de Sumida
- Ken Mitsuishi : le père de Sumida
- Jun Murakami : Tanimura
- Yōsuke Kubozuka : Teruhiko
- Yuriko Yoshitaka : Miki
- Takahiro Nishijima : You
- Anne Suzuki : serveuse

## Production
La majorité du tournage a eu lieu dans un studio de la préfecture d'Ibaraki en mai 2011.

## Distinctions
Sauf indication contraire, les informations mentionnées dans cette section peuvent être confirmées par la base de données cinématographiques IMDb,  présente dans la section « Liens externes ».

### Récompenses
- 2011 : prix Marcello-Mastroianni pour Shōta Sometani et Fumi Nikaidō à la Mostra de Venise
- 2012 : Lotus Air France (prix de la critique internationale) au festival du film asiatique de Deauville[7]
- 2013 : prix de la révélation de l'année pour Shōta Sometani aux Japan Academy Prize[8]
- 2012 : prix du 7e parallèle au festival international du film fantastique de Bruxelles

### Sélections
- 2011 : Lion d'or à la Mostra de Venise[4]
- 2012 : Lotus du meilleur film au festival du film asiatique de Deauville[5]

### Documentation
- Alexandre Métais, « Vermine de rien », ZOO, no 74,‎ novembre-décembre 2019, p. 38.